# Wolodymyr Bessonow
Wolodymyr Wasyljowytsch Bessonow (ukrainisch Володимир Васильович Безсонов; russisch Владимир Васильевич Бессонов, Wladimir Wassiljewitsch Bessonow; * 5. März 1958 in Charkiw, Ukrainische SSR) ist ein ukrainischer Fußballtrainer und ehemaliger sowjetischer Fußballspieler. Bessonow war Ende der 1970er Jahre und während der gesamten 1980er Jahre Stammspieler bei Dynamo Kiew und nahm mit der sowjetischen Nationalmannschaft bei drei Weltmeisterschaften teil; mit der Auswahl wurde er 1980 Olympiadritter, sowie 1988 Vizeeuropameister. Seit 1993 ist er als Trainer aktiv, zurzeit als Trainer des ukrainischen Erstligisten FK Charkiw.

## Spieler
Bessonow begann seine Karriere 1975 bei sowjetischen Zweitligisten Metalist Charkiw, zeigte aber so gute Leistungen, dass er nach wenigen Monaten zum amtierenden europäischen Supercup-Sieger und sowjetischen Meister Dynamo Kiew wechselte, dem er mehr als 14 Jahre treu bleiben sollte.
1977 lief er erstmals im Dress der sowjetischen Nationalmannschaft zu einem A-Länderspiel – am 27. Juli gegen die DDR – auf, bevor er es dort zum Stammspieler bringen konnte, wurde er zur Führungsfigur der U-Auswahlen der UdSSR.
Bessonow sorgte später bei der ersten Junioren-Fußballweltmeisterschaft 1977 in Tunesien international für Aufsehen, als er die Auswahl der UdSSR mit drei Toren zum Sieg des Turniers führte und zudem als bester Spieler des Turniers ausgezeichnet wurde. und wurde 1978 Junioreneuropameister, im Jahr 1980 folgte der dritte Platz im Olympischen Fußballbewerb. Insgesamt kam er für die A-Auswahl der UdSSR bei drei Weltmeisterschaften zehn Mal zum Einsatz, was ihn zum Rekordfeldspieler des Landes bei Weltmeisterschaften macht – nur Torhüter Lew Jaschin kam häufiger bei Weltcupendrunden zum Einsatz; insgesamt kam er in 13 Jahren zu 79-A-Länderspieleinsätzen für die UdSSR, was nur vier andere Spieler übertrafen. In seinem letzten Länderspiel im Rahmen der WM 1990 wurde der Verteidiger beim 0:2 gegen Argentinien kurz nach der Pause vom Platz gestellt.
Ab Ende der 1970er Jahre war Bessonow gemeinsam mit Anatoliy Demyanenko und dann Oleh Kusnezow einer der Schlüsselspieler in der Defensive von Dynamo Kiew, das insbesondere Mitte der 1980er Jahre eine europäische Spitzenmannschaft darstellte. Dabei stand er aber immer ein wenig im Schatten der Offensive des Klubs – zunächst hinter jener Angriffsreihe um Oleh Blochin und später dem von Oleksandr Sawarow und Oleksij Mychajlytschenko geführten torhungrigen Mittelfeld. Bessonow wurde erst am Ende seiner Karriere 1989 als Ukrainischer Fußballer des Jahres gewürdigt.
Am Ende seiner aktiven Zeit ging er 1990 zum israelischen Erstligisten Maccabi Haifa, kam aber nur zu fünf Einsätzen, bevor er vom aktiven Fußball zurücktrat.

## Trainer
Seit 1993 ist Bessonow als Trainer aktiv, in der Wyschtscha Liha 1993–94, 1997–2000, sowie 2001 bei Arsenal Kiew, bevor er 2002/03 als Nationaltrainer für die Auswahl Turkmenistans verantwortlich war. Sein nächster Verein war 2004/05 der ukrainische Zweitligist Nywa-Swytanok, 2006 führte er dann Sorja Luhansk zum Aufstieg in die ukrainische 1. Liga, wechselte aber zum zweiten 1. Ligisten aus seiner Heimatstadt Charkiw, dem FK Charkiw.

## Familie
Bessonows Ehefrau Viktoria ist zweifache Weltmeisterin der rhythmischen Sportgymnastik mit der Mannschaft, seine Tochter Hanna Weltmeisterin und Medaillengewinnerin bei Olympischen Spielen ebenfalls in Rhythmischer Sportgymnastik.

## Erfolge
- Erfolge mit der Sowjetischen A-Nationalmannschaft
  - Ukrainischer Fußballer des Jahres 1989
  - Bronzemedaille Olympische Spiele 1980
  - Vizeeuropameister 1988
- Vereinserfolge
  - Sowjetischer Meister 1977, 1980, 1981, 1985, 1986, 1990
  - Sowjetischer Pokalsieger 1978, 1985, 1987, 1990
  - Europapokal der Pokalsieger 1986
  - Israelischer Meister 1991
  - Israelischer Pokalsieger 1991
- Juniorentitel
  - Juniorenweltmeister und bester Spieler der Juniorenweltmeisterschaft 1977
  - Junioreneuropameister 1978